# احمد الباشا
احمد الباشا (انگلیسی: Ahmed El-Basha؛ زادهٔ ۲ ژانویهٔ ۱۹۸۲) بازیکن فوتبال اهل سودان بود.
از باشگاه‌هایی که در آن بازی کرده‌است می‌توان به باشگاه فوتبال الهلال، باشگاه فوتبال المریخ، باشگاه فوتبال الهلال ام درمان، و باشگاه فوتبال النصر بنغازی اشاره کرد.
وی همچنین در تیم ملی فوتبال سودان بازی کرده‌است.